# Gunnar Eldh
Gunnar Eldh, född 15 augusti 1909 i Stockholm, död 10 februari 1983, var en svensk tecknare och grafiker. Han var son till Albert Eldh och Alice Ottilia Henriksson.
Eldh studerade vid Slöjdföreningens skola i Göteborg 1927-1931 samt under studieresor till bland annat Norge, Spanien, Portugal, Danmark och Nordafrika. Tillsammans med Ragnar Johannesson ställde han ut på Lorensberg och tillsammans med Tore Wideryd i Göteborg. Han medverkade även i samlingsutställningar på Göteborgs konsthall. Hans konst består av landskapsskildringar från Bohusläns klippvärld och stadsbilder i gouache, akvarell och träsnitt.